# ESQ-1

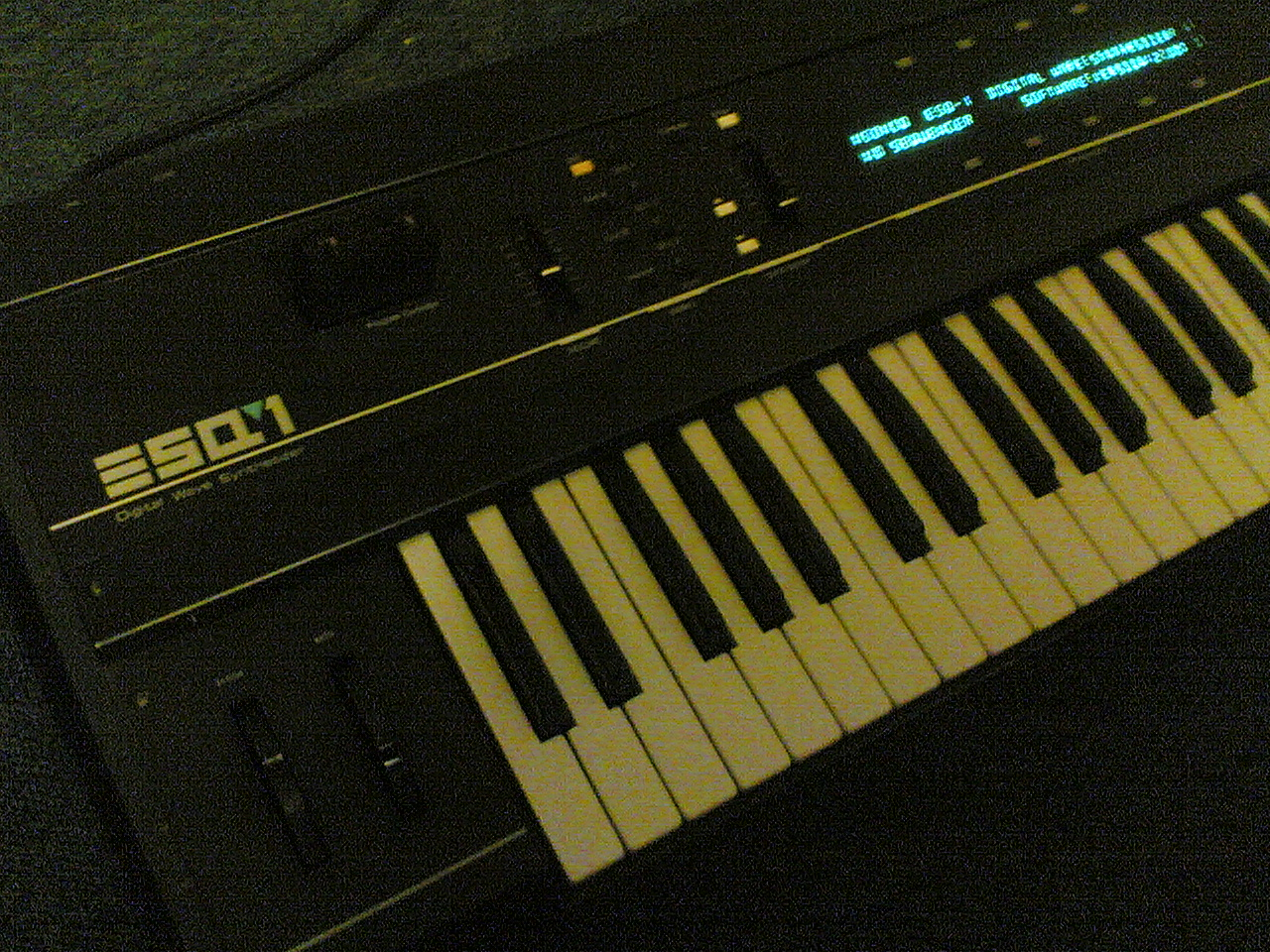
ESQ-1.

ESQ-1 är en synthesizer/workstation tillverkad av Ensoniq mellan 1986 och 1988. Den är i huvudsak digital men har analoga filter, vilket ger ett mer analogt ljud än samtida konkurrenter såsom Yamaha DX7 och Roland D-50.

## Kända användare
- Jean-Michel Jarre
- Cat Rapes Dog